# Bludenzi járás
A Bludenzi járás, kerület (németül Bezirk Bludenz) Ausztria legnyugatibb tartományának, Vorarlbergnek a négy járása közül a legnagyobb és a legdélebbi. Székhelye Bludenz. Az Alpokban fekszik.

## Közigazgatási beosztás

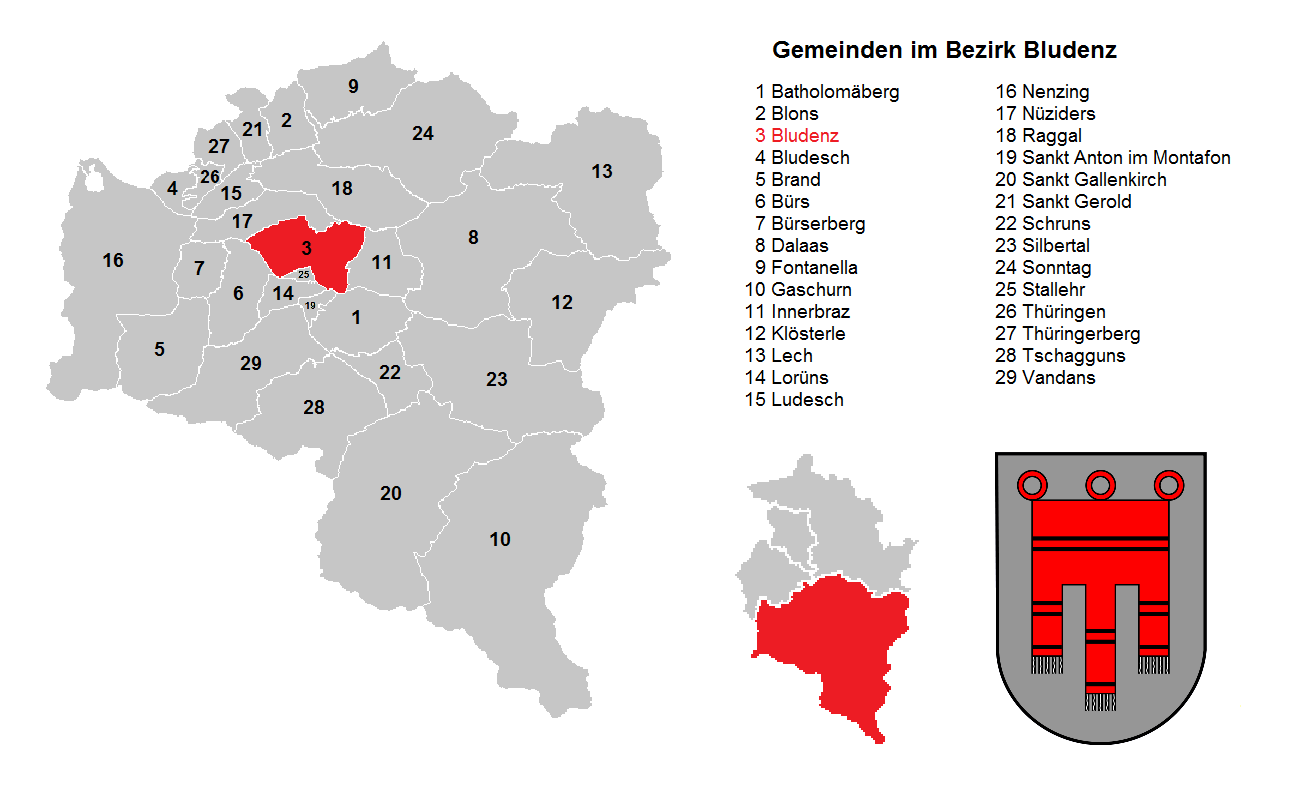
A Bludenzi járás községei

A járásban 29 község található, melyek közül egy városi rangot visel, kettő pedig mezőváros. A községek a következők (zárójelben a népesség szerepel):
Város (Stadt)
- Bludenz (13 801)

Mezővárosok (Marktgemeinde)
- Nenzing (5 976)
- Schruns (3 683)

Községek (Gemeinde)
- Bartholomäberg (2 281)
- Blons (324)
- Bludesch (2 220)
- Brand (666)
- Bürs (3 113)
- Bürserberg (528)
- Dalaas (1 512)
- Fontanella (433)
- Gaschurn (1 515)
- Innerbraz (933)
- Klösterle (690)
- Lech am Arlberg (1 636)
- Lorüns (281)
- Ludesch (3 375)
- Nüziders (4 880)
- Raggal (822)
- Sankt Anton im Montafon (751)
- Sankt Gallenkirch (2 190)
- Sankt Gerold (361)
- Silbertal (860)
- Sonntag (679)
- Stallehr (288)
- Thüringen (2 158)
- Thüringerberg (683)
- Tschagguns (2 169)
- Vandans (2 599)

## Fordítás
- Ez a szócikk részben vagy egészben  a   Bezirk Bludens című angol Wikipédia-szócikk ezen változatának fordításán alapul.  Az eredeti cikk szerkesztőit annak laptörténete sorolja fel. Ez a jelzés csupán a megfogalmazás eredetét és a szerzői jogokat jelzi, nem szolgál a cikkben szereplő információk forrásmegjelöléseként.

## Külső hivatkozások
- Honlap (németül)